# Saison 1 de Covert Affairs
Chronologie
Saison 2
Cet article présente le guide des épisodes de la première saison de la série télévisée américaine Covert Affairs.

## Généralités
Cette première saison est composée de douze épisodes étant donné que l'épisode pilote a été découpé en deux parties lors de sa diffusion francophone.

## Synopsis
Une jeune stagiaire polyglotte de la CIA, Annie Walker, est subitement promue. Alors qu'elle pense le devoir à ses capacités linguistiques, la véritable raison semble être pour la CIA d'attirer et de capturer Ben, l'homme qui lui a brisé le cœur et dont elle ignore tout. Pour l'aider dans ses nouvelles fonctions, elle est épaulée par August « Auggie » Anderson, un officier de la CIA ayant perdu la vue en Irak et de Jai Willcox, fils d'un ancien ponte de la CIA, mais si elle peut avoir confiance en Auggie en est-il de même pour Jai...

## Distribution de la saison

### Acteurs principaux
- Piper Perabo (VF : Adeline Moreau) : Anne-Catherine « Annie » Walker
- Christopher Gorham (VF : Jean-François Cros) : August « Auggie » Anderson
- Kari Matchett (VF : Juliette Degenne) : Joan Campbell
- Anne Dudek (VF : Laura Blanc) : Danielle Brooks
- Sendhil Ramamurthy (VF : Stéphane Fourreau) : Jai Wilcox

### Acteurs récurrents
- Peter Gallagher (VF : Patrick Borg) : Arthur Campbell
- Eion Bailey (VF : Éric Aubrahn) : Ben Mercer
- Emmanuelle Vaugier (VF : Marion Dumas) : Liza Hearn[1]
- Evan Sabba (VF : Didier Cherbuy) : Michael Brooks, mari de Danielle
- Gregory Itzin (VF : Bernard Alane) : Henry Wilcox[2] (épisodes 6, 11 et 12)
- Noam Jenkins (VF : Bruno Choel) : Vincent Rossabi (épisodes 1 et 9)
- Oded Fehr (VF : Joël Zaffarano) : Eyal Lavin, agent du Mossad (épisode 5)
- Dylan Taylor (en) (VF : William Coryn) : Eric Barber (épisode 8)

## Épisodes

### Épisode 1 et 2:La Recrue (1reet2epartie)
- États-Unis : 13 juillet 2010 sur USA Network[3]
- Belgique : 24 mars 2011 sur RTL-TVI[4],[5]
- France : 26 mars 2011 sur TF1[6],[7]
- Québec : 12 septembre 2011 sur AddikTV

- États-Unis : 4,88 millions de téléspectateurs[8]

- Eric Lively (Conrad Sheehan III)
- Emmanuelle Vaugier (Liza Hearn)
- Clarke Peters (Dr Mark Ramsay)
- George Tchortov (Stas)
- Noam Jenkins (Vincent Rossabi)

- Cet épisode a une durée de 83 minutes.
- Lors de la diffusion francophone, l'épisode pilote a été diffusé en deux parties[5],[7].

### Épisode 3:Sur les ondes
- États-Unis : 20 juillet 2010 sur USA Network
- Belgique : 31 mars 2011 sur RTL-TVI[5]
- France : 9 avril 2011 sur TF1[7]
- Québec : 19 septembre 2011 sur AddikTV

- États-Unis : 5,21 millions de téléspectateurs[9]

- Rya Kihlstedt (Helen Newman)
- Dylan Authors (Walter Newman)
- Steven Brand (James Elliot)

### Épisode 4:La Madone de la favela
- États-Unis : 27 juillet 2010 sur USA Network
- Belgique : 7 avril 2011 sur RTL-TVI[5]
- France : 2 avril 2011 sur TF1[7]
- Québec : 26 septembre 2011 sur AddikTV

- États-Unis : 4,83 millions de téléspectateurs[10]

- Lana Parrilla (Julia Suarez)
- Julian Acosta (Victor Ponces)
- Michael Steger (Diego Suarez)

### Épisode 5:L'Échange
- États-Unis : 3 août 2010 sur USA Network
- Belgique : 31 mars 2011 sur RTL-TVI[5]
- France : 2 avril 2011 sur TF1[7]
- Québec : 3 octobre 2011 sur AddikTV

- États-Unis : 5,3 millions de téléspectateurs[11]

- Emmanuelle Vaugier (Liza Hearn)
- Kathleen Gati (Fatima, the Turk)

### Épisode 6:Mission impossible
- États-Unis : 10 août 2010 sur USA Network
- Belgique : 7 avril 2011 sur RTL-TVI[5]
- France : 9 avril 2011 sur TF1[7]
- Québec : 10 octobre 2011 sur AddikTV

- États-Unis : 5,17 millions de téléspectateurs[12]

- Eriq La Salle (Christopher McAuley)
- Conrad Coates (Hasaan Waleed)

### Épisode 7:Infidèlement vôtre
- États-Unis : 17 août 2010 sur USA Network
- Belgique : 14 avril 2011 sur RTL-TVI[5]
- France : 16 avril 2011 sur TF1[7]
- Québec : 17 octobre 2011 sur AddikTV

- États-Unis : 5,36 millions de téléspectateurs[13]

- Lauren Holly (Madeline Jarvis)
- D.W. Moffett (Senateur Jim Jarvis)
- Anna Camp (Ashley Briggs)
- Nahanni Johnstone (Tina Varma)
- Evan Sabba (Michael Brooks)

### Épisode 8:Rien que pour ses yeux
- États-Unis : 24 août 2010 sur USA Network
- Belgique : 14 avril 2011 sur RTL-TVI[5]
- France : 16 avril 2011 sur TF1[7]
- Québec : 24 octobre 2011 sur AddikTV

- États-Unis : 5,87 millions de téléspectateurs[14]

- Emmanuelle Vaugier (Liza Hearn)
- Liane Balaban (Natasha Petrovna)
- Dylan Taylor (Eric Barber)

### Épisode 9:Mission Mona Lisa
- États-Unis : 31 août 2010 sur USA Network
- Belgique : 21 avril 2011 sur RTL-TVI[5]
- France : 23 avril 2011 sur TF1[7]
- Québec : 31 octobre 2011 sur AddikTV

- États-Unis : 5,26 millions de téléspectateurs[15]

- Sienna Guillory (Sophie Jacklin)
- James Thomas (Russ Hilbun)

### Épisode 10:Le Rêve américain
- États-Unis : 7 septembre 2010 sur USA Network
- Belgique : 21 avril 2011 sur RTL-TVI[5]
- France : 23 avril 2011 sur TF1[7]
- Québec : 7 novembre 2011 sur AddikTV

- États-Unis : 5,36 millions de téléspectateurs[16]

- Emmanuelle Vaugier (Liza Hearn)
- Mousa Kraish (Ya-Ya Rahimi)

### Épisode 11:Casino Royal
- États-Unis : 14 septembre 2010 sur USA Network
- Belgique : 28 avril 2011 sur RTL-TVI[5]
- France : 30 avril 2011 sur TF1[7]
- Québec : 14 novembre 2011 sur AddikTV

- États-Unis : 4,59 millions de téléspectateurs[17]

- Anna Chlumsky (Vivian Long)
- Richard Waugh (Don Ridley)
- Natalie Brown (Patricia Ridley)
- Brendan J. Rowland (Johnathan Turnbull)

### Épisode 12:Amoureusement vôtre
- États-Unis : 14 septembre 2010 sur USA Network
- Belgique : 28 avril 2011 sur RTL-TVI[5]
- France : 30 avril 2011 sur TF1[7]
- Québec : 21 novembre 2011 sur AddikTV

- États-Unis : 5,23 millions de téléspectateurs[17]

- Emmanuelle Vaugier (Liza Hearn)